# Схід (стадіон, Київ)
«Восход Київ» («Восхо́д») — багатофункціональний стадіон у Києві, в місцевості Нова Дарниця. Збудований силами Київського радіозаводу в 1970 році, стадіон вміщує 10 тисяч глядачів та є четвертим за місткістю стадіоном міста та найбільшим на лівому березі Дніпра.
На «Сході» ніколи не проходили змагання найвищого рівня. За радянських часів тут виступала заводська команда «Схід», один з найсильніших аматорських колективів України 1980-х. У 1990-х тут відбулися три матчі чоловічої другої ліги та два — жіночої вищої ліги чемпіонату України з футболу. Після банкрутства радіозаводу в 1997 році стадіон почав занепадати, і з 2016 року є об'єктом судових суперечок за право власності на ділянку спорткомплексу.

## Історія
Стадіон збудовано в 1970 році силами Київського радіозаводу, у будівництві брали участь працівники заводу, комсомольці та молодь. За радянських часів стадіон переважно приймав заводські та районні спортивні й масові заходи, зокрема, випускні підшефних радіозаводу дитсадків.

## Інфраструктура
При стадіоні є стрілецький тир та спортивні зали.

## Матчі
За радянських часів на стадіоні «Схід» виступав однойменний футбольний клуб радіозаводу, який неодноразово вигравав чемпіонат та кубок міста, а в 1983 році здобув кубок УРСР серед КФК. Також відомо, що на стадіоні в 1978 та 1979 роках було проведено кілька матчів дубля київського «Динамо».
У чоловічому професіональному футболі на стадіоні відбулися три матчі, усі три — в рамках другої ліги чемпіонату України, всі за участі «Оболоні-ППО», причому в усіх матчах господарі перемогли, не пропустивши жодного м'яча:
| Дата             | Змагання                    | Господарі            | Рахунок | Гості           | Глядачі |
| ---------------- | --------------------------- | -------------------- | ------- | --------------- | ------- |
| 25 жовтня 1997   | Друга ліга, гр. «В» 1997—98 | «Оболонь-ППО» (Київ) | 2:0     | «Факел» (Варва) | 300     |
| 4 листопада 1997 | Друга ліга, гр. «В» 1997—98 | «Оболонь-ППО» (Київ) | 3:0     | ФК «Миргород»   | 200     |
| 12 квітня 1999   | Друга ліга, гр. «В» 1998—99 | «Оболонь-ППО» (Київ) | 1:0     | ФК «Миргород»   | 1000    |

«Схід» прийняв два матчі чемпіонати України серед жінок, обидва за участі київського «Олімпа»:
| Дата           | Змагання              | Господарі      | Рахунок | Гості                      | Глядачі |
| -------------- | --------------------- | -------------- | ------- | -------------------------- | ------- |
| 20 червня 1992 | Жіноча вища ліга 1992 | «Олімп» (Київ) | 5:0     | «Дніпро» (Дніпропетровськ) | 150     |
| 8 серпня 1992  | Жіноча вища ліга 1992 | «Олімп» (Київ) | 1:1     | «Борисфен» (Запоріжжя)     | 100     |

Також за часів незалежності стадіон був домашнім для дитячих команд клубу «Схід», а також тут проходили матчі київських аматорських клубів «Край», «Дніпро» та «Оболонь-ППО-2».
У 2010-х стадіон «Схід» став головною ареною змагань з крикету в Києві — малопопулярного виду спорту, в який грають переважно мешканці України родом з Південно-Східної Азії.